# Blatina
 Ovo je glavno značenje pojma Blatina. Za druga značenja pogledajte Blatina (Kolašin, Crna Gora), naselje u općini Kolašin, Crna Gora.
Blatina (blatina crna, tribidrag, praznobačva, zlorod) je crna autohtona sorta grožđa Hercegovine. Ova sorta je bujna, funkcionalno ženskog tipa cvijeta, nesigurne oplodnje, stoga se uzgaja sa sortama dvospolnih cvjetova (trnjak, vranac, plavka, alicante bouschet, gamay, merlot). Grozdovi prosječne težine od 200 do 300 grama dozrijevaju u 3. razdoblju. Mošt blatine sadrži od 18-23,5% šećera, a količina ukupnih kiselina je 6-7 g/l. Vino tamnocrvene boje u izuzetnim godinama doseže jakost od 13-15% alkohola. Aromatičnog je i ugodnog okusa i poslužuje se na temperaturama do 18°C.

## Vanjske poveznice
- Mali podrum  Arhivirana inačica izvorne stranice od 28. rujna 2007. (Wayback Machine) - Blatina; hrvatska vina i proizvođači
- The Croatian Vitis and Olea Database  Arhivirana inačica izvorne stranice od 16. kolovoza 2007. (Wayback Machine) - Blatina